# Futbol'nyj Klub Dynamo Kyïv 2001-2002
Questa voce raccoglie le informazioni riguardanti il Futbol'nyj Klub Dynamo Kyïv nelle competizioni ufficiali della stagione 2001-2002. 

## Stagione
La Dinamo Kiev, allenata da Valerij Lobanovs'kyj, concluse la stagione al secondo posto nel campionato ucraino, a un punto dai rivali dello Šachtar. In Coppa di Ucraina la Dinamo viene sconfitta in finale ancora una volta dal club di Donec'k. In Champions League il cammino degli ucraini si fermò già alla prima fase a gironi, ove totalizzò solo 4 punti e fu eliminata da tutte le competizioni europee.

## Rosa
| N. |                        | Ruolo | Calciatore                   |
| -- | ---------------------- | ----- | ---------------------------- |
| 1  | Ucraina (bandiera)     | P     | Oleksandr Šovkovs'kyj        |
| 2  | Bielorussia (bandiera) | C     | Aljaksandr Chackevič         |
| 4  | Ucraina (bandiera)     | D     | Oleksandr Holovko (capitano) |
| 5  | Ucraina (bandiera)     | D     | Vladyslav Vaščuk             |
| 6  | Ucraina (bandiera)     | D     | Jurij Dmytrulin              |
| 7  | Ucraina (bandiera)     | A     | Oleksandr Melaščenko         |
| 8  | Bielorussia (bandiera) | C     | Valjancin Bjal'kevič         |
| 9  | Romania (bandiera)     | C     | Tiberiu Ghioane              |
| 10 | Romania (bandiera)     | C     | Florin Cernat                |
| 11 | Bulgaria (bandiera)    | A     | Georgi Peev                  |
| 12 | Ucraina (bandiera)     | P     | Vitalij Reva                 |
| 14 | Ucraina (bandiera)     | C     | Andrij Husin                 |
| 15 | Ucraina (bandiera)     | C     | Artem Jaškin                 |

| N. |                                | Ruolo | Calciatore           |
| -- | ------------------------------ | ----- | -------------------- |
| 16 | Uzbekistan (bandiera)          | A     | Maksim Shatskix      |
| 17 | Ucraina (bandiera)             | D     | Serhij Fedorov       |
| 18 | Ucraina (bandiera)             | D     | Vasyl' Kardaš        |
| 19 | Ucraina (bandiera)             | D     | Hennadij Moroz       |
| 21 | Nigeria (bandiera)             | A     | Lucky Idahor         |
| 24 | Ungheria (bandiera)            | D     | László Bodnár        |
| 26 | Ucraina (bandiera)             | D     | Andrij Nesmačnyj     |
| 27 | Ucraina (bandiera)             | A     | Oleh Venhlyns'kyj    |
| 28 | Ucraina (bandiera)             | C     | Serhij Serebrennikov |
| 29 | Ucraina (bandiera)             | D     | Vitalij Lysyc'kyj    |
| 31 | Ucraina (bandiera)             | P     | Aleksandr Filimonov  |
| 32 | Serbia e Montenegro (bandiera) | D     | Goran Gavrančić      |
| 33 | Ucraina (bandiera)             | C     | Oleksandr Alijev     |

## Statistiche

### Statistiche di squadra
| Competizione     | Punti | Totale | Totale | Totale | Totale | Totale | Totale | DR  |
| Competizione     | Punti | G      | V      | N      | P      | Gf     | Gs     | DR  |
| ---------------- | ----- | ------ | ------ | ------ | ------ | ------ | ------ | --- |
| Vyšča Liha       | 65    | 26     | 20     | 5      | 1      | 62     | 9      | +53 |
| Coppa d'Ucraina  | -     | 7      | 4      | 2      | 1      | 17     | 5      | +12 |
| Champions League | 4     | 8      | 2      | 2      | 4      | 10     | 12     | -2  |
| Totale           | -     | 41     | 26     | 9      | 6      | 89     | 26     | +63 |